# Keratella quadrata
Espèce
Keratella quadrata est une espèce de rotifères de la famille des Brachionidae.

## Habitat
L'espèce Keratella quadrata est marine et dulcicole,. Elles peuplent la couche superficielle des eaux jusqu'à une vingtaine de mètres.

## Liste des sous-espèces
Selon Catalogue of Life (15 août 2017) :
- sous-espèce Keratella quadrata dispersa Carlin 1786 ;
- sous-espèce Keratella quadrata quadrata (Müller 1786).

Selon World Register of Marine Species (15 août 2017) :
- sous-espèce Keratella quadrata dispersa Carlin, 1943 ;
- sous-espèce Keratella quadrata platei Jägerskiöld, 1894 ;
- sous-espèce Keratella quadrata quadrata Müller, 1786.